# AWS Lambda
AWS Lambda é um programa orientado a eventos, em computação sem servidor fornecido pela Amazon como uma parte da Amazon Web Services. É um serviço de computação que executa código em resposta a eventos e gerência automaticamente os recursos de computação exigidos por esse código. Foi anunciado em novembro de 2014.
Em 2018 foi anunciado oficialmente a compatibilidade das linguagens Node.js, Python, Java, Go, Ruby, e C # (por meio do NET Core); no final de 2018, o suporte de tempo de execução personalizado foi adicionado ao AWS Lambda.
O AWS Lambda oferece suporte a programas executáveis nativos a Linux, por meio da chamada de um tempo de execução compatível, como Node.js. Por exemplo, o código Haskell pode ser executado no Lambda.
O AWS Lambda foi projetado para casos de uso, como uploads de imagem ou objeto para a Amazon S3, atualizações para tabelas do DynamoDB, resposta a cliques em sites ou reação a leituras de sensor de um dispositivo conectado à IdC. O AWS Lambda também pode ser usado para provisionar automaticamente serviços de back-end acionados por solicitações HTTP personalizadas e "desacelerar" esses serviços quando não estiverem em uso, para economizar recursos. Essas solicitações HTTP personalizadas são configuradas no AWS API Gateway, que também pode lidar com autenticação e autorização em conjunto com AWS Cognito.[carece de fontes?]
Em 2019, na conferência anual de computação em nuvem da AWS (AWS re: Invent), a equipe da AWS Lambda anunciou "Concorrência provisionada", um recurso que "mantém as funções inicializadas e hiperprontas para responder em milissegundos de dois dígitos." A equipe de Lambda descreveu a concorrência provisionada como "ideal para implementar serviços interativos, como back-ends da web e móveis, micros serviços sensíveis à latência ou APIs síncronas".